# Láhaurská pevnost
Láhaurská pevnost je citadela v Láhauru v pákistánské provincii Paňdžáb.
Stavba má lichoběžníkový půdorys a rozkládá se na ploše přesahující 20 hektarů. Počátky stavby sice sahají až do starověku, její současná podoba však pochází z doby mughalského panovníka Akbara Velikého (1542–1605).
Pevnost je od roku 1981 spolu se Šalimarovymi zahradami součástí kulturních památek světového dědictví UNESCO.